# Kotlin (wyspa)
Kotlin (ros. Котлин, fin. Retusaari) – rosyjska wyspa, leżąca na Morzu Bałtyckim, w Zatoce Fińskiej, położona 30 km na zachód od Petersburga. Jej powierzchnia wynosi 15 km². Wyspa jest oddzielona od stałego lądu wąskimi kanałami. Kanał północny jest szeroki na 11 km, a południowy na 7.
Na wyspie znajduje się silnie ufortyfikowany port morski oraz wojskowa baza floty bałtyckiej Kronsztad. W 1921 r. wyspa była miejscem, w którym rozegrały się główne wydarzenia antybolszewickiego powstania w Kronsztadzie.